# Diglossa albilatera
El pinchaflor flanquiblanco (en Ecuador) (Diglossa albilatera), también denominado pincha-flor de flanco blanco (en Perú), roba néctar de lados blancos (en Venezuela), diglosa albilátera o picaflor flanquiblanco (en Colombia), es una especie de ave paseriforme de la familia Thraupidae, perteneciente al numeroso género Diglossa. Es nativo de regiones montañosas del norte y noroeste de América del Sur.

## Distribución y hábitat
Se distribuye de forma disjunta por la cordillera de la Costa de Venezuela; en la Serranía del Perijá, en la frontera noroeste de Venezuela, noreste de Colombia; en la Sierra Nevada de Santa Marta en el norte de Colombia; y a lo largo de la cordillera de los Andes desde el oeste de Venezuela hacia el sur, por las tres cadenas andinas de Colombia, Ecuador, hasta el centro de Perú (Pasco).
Esta especie es ampliamente diseminada y bastante común en sus hábitats naturales: los bordes de selvas húmedas montanas y claros arbustivos adyacentes, principalmente en altitudes entre 1800 y 2800 m; aparentemente es más escasa en Perú.
Se los denomina pincha flores o roba néctar, se considera que con su tarea de extracción de néctar de las flores ayuda a la polinización de plantas nativas (Brachyotum strigosum, Macleania rupestris, Eucalyptus globulus, Clusia multiflora, Axinaea macrophylla y Gaiadendron punctatum).

## Sistemática

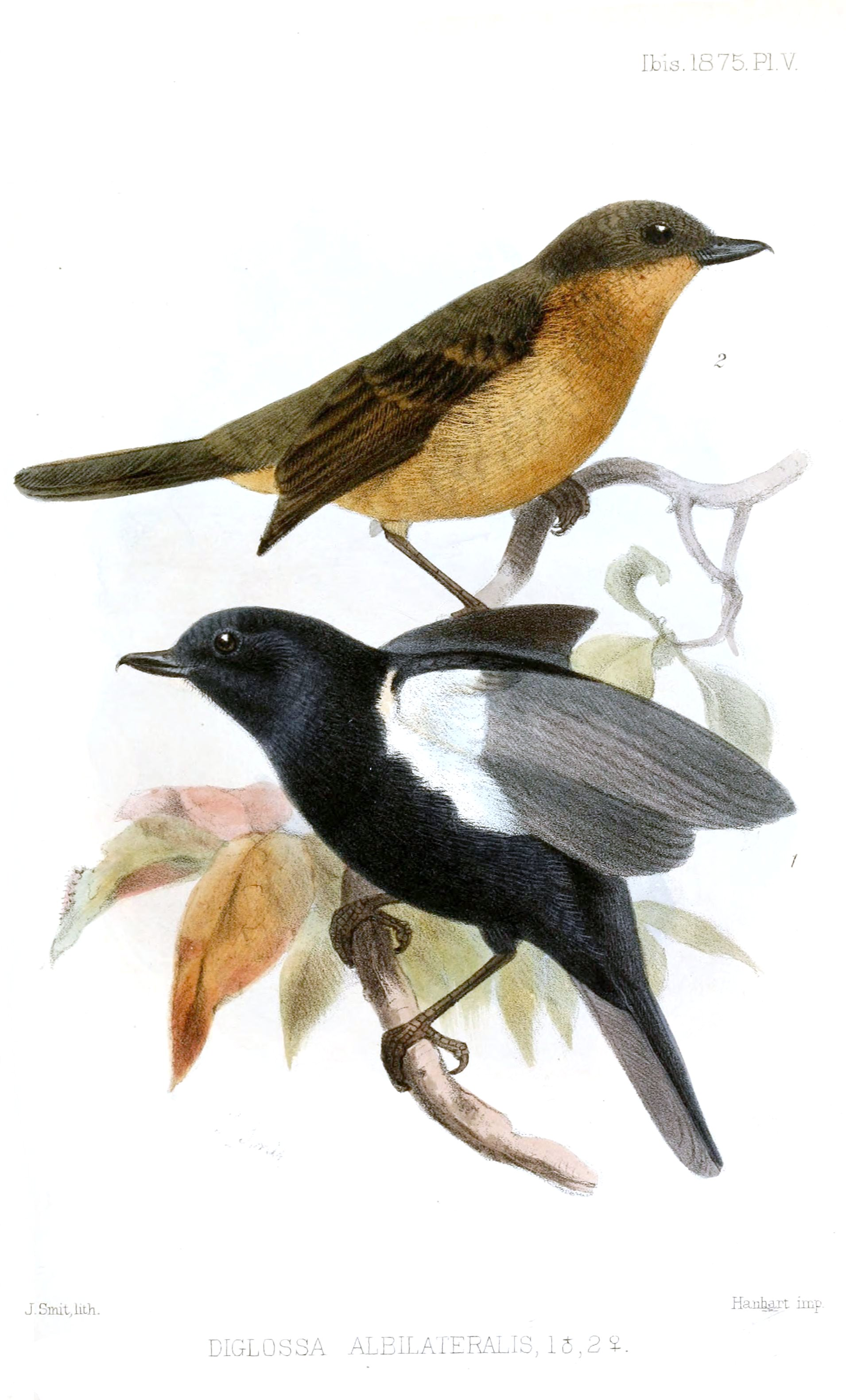
Diglossa albilateralis = Diglossa albilatera, hembra (arriba), macho (abajo), ilustración de Smit en The Ibis, 1875.

### Descripción original
La especie D. albilatera fue descrita por primera vez por el ornitólogo francés Frédéric de Lafresnaye en 1843 bajo el nombre científico Diglossa albi-latera; su localidad tipo es: «Santa Fé de Bogotá, Colombia».

### Etimología
El nombre genérico femenino Diglossa proviene del griego «diglōssos» que significa de lengua doble, que habla dos idiomas; y el nombre de la especie «albilatera» se compone de las palabras del latín  «albus»: blanco, y «lateralis»: lados.

### Taxonomía
Los amplios estudios filogenéticos recientes demuestran que la presente especie es hermana de Diglossa venezuelensis.

### Subespecies
Según las clasificaciones del Congreso Ornitológico Internacional (IOC) y Clements Checklist/eBird v.2019 se reconocen cuatro subespecies, con su correspondiente distribución geográfica:
- Diglossa albilatera federalis Hellmayr, 1922 – cordillera de la Costa del norte de Venezuela (de Aragua hasta Miranda).
- Diglossa albilatera albilatera Lafresnaye, 1843 – Sierra Nevada de Santa Marta y Andes desde el oeste de Venezuela, hacia el sur por Colombia hasta Ecuador.
- Diglossa albilatera schistacea Chapman, 1925 – Andes desde el extremo suroeste de Ecuador al noroeste de Perú (Cajamarca).
- Diglossa albilatera affinis J.T. Zimmer, 1942 – tierras altas del centro norte de Perú (arriba del río Utcubamba) hasta Cuzco.